# Логачёв, Александр Андреевич
Александр Андреевич Логачёв (11 [23] ноября 1898, Белозерье, Симбирская губерния — 8 ноября 1978, Ленинград) — советский геофизик, магниторазведчик, педагог. Доктор физико-математических наук (1947), профессор (1956), лауреат Сталинской премии. Автор 6 фундаментальных монографий, ряда учебников, в том числе неоднократно переиздаваемого учебника по магниторазведке. Организатор и руководитель научных исследований по использованию геофизических методов (аэромагниторазведки, наземной магниторазведки, гравиразведки, радиометрии, геохимии, каротажа и др.) при поисках и разведке месторождений урана 

## Биография
Родился 11 (23) ноября 1898 года в селе Белозерье (ныне — в Карсунском районе Ульяновской области). В 1917 году окончил 1-ю Симбирскую гимназию с золотой медалью. Окончил физико-математический факультет Казанского Университета. Работал начальником партии по поискам железорудных месторождений на Урале. Организатор магнитного отдела Геофизического института Уральского филиала АН СССР. Стоял у истоков систематических исследований магнитных полей железорудных месторождений.
В 1934 году впервые в мире сконструировал аэромагнитометр — прибор, позволяющий измерять магнитное поле Земли с самолёта.
С 1935 года — заведующий опытно-методической станцией ЦНИГРИ — ВСЕГЕИ.
С 1937 читал лекции в ЛГИ имени Г. В. Плеханова.
В 1945 году добился организации Всесоюзного Института Разведочной Геофизики (ВИРГ) (ныне Федеральное государственное унитарное научно-производственное предприятие «Геологоразведка») и стал его первым директором.
В 1951—1959 работал во ВСЕГЕИ. С 1959 до конца жизни — заведующий кафедрой геофизических методов поисков и разведки месторождений в ЛГИ имени Г. В. Плеханова.
Умер 8 ноября 1978 года. Похоронен в Ленинграде на Северном кладбище.

## Награды и премии
- два ордена Трудового Красного Знамени
- Сталинская премия третьей степени (1947) — за изобретение аэромагнитометра и создание нового метода поисков железнорудных месторождений с помощью воздушной магнитной съёмки
- заслуженный деятель науки и техники РСФСР

## Память
- С 1995 года Федеральное государственное унитарное научно-производственное предприятие «Геологоразведка» носит имя А. А. Логачёва.
- Именем учёного названо научно-исследовательское судно «Профессор Логачёв», неоднократно участвовавшее в Полярных морских геофизических экспедициях.
- Открытое в срединном хребте Атлантики крупное подводное полиметаллическое месторождение, названо «Логачёв».